# Szymon Ziółkowski
Szymon Jerzy Ziółkowski (Polonia, 1 de julio de 1976) es un atleta polaco, especialista en la prueba de lanzamiento de martillo, con la que llegó a ser campeón mundial en 2001 y campeón olímpico en Sídney 2000.

## Carrera deportiva
En los JJ. OO. de Sídney 2000 gana el oro en lanzamiento de martillo, por delante del italiano Nicola Vizzoni y del bielorruso Igor Astapkovich. 
Al año siguiente, en el Mundial de Edmonton 2001 vuelve a quedar en primer puesto o primera posición en la misma prueba, por delante del japonés Koji Murofushi y del ruso Ilya Konovalov.
Además ha ganado dos medallas de plata, en el Mundial de Berlín 2009 y Helsinki 2005.